# San Marcos (Texas)
San Marcos (/ˌsæn ˈmɑːrkəs/ san mar-kus) è un comune (city) degli Stati Uniti d'America che si trova tra le contee di Hays (della quale è capoluogo), Caldwell, e Guadalupe, nello Stato del Texas. Fa parte dell'area metropolitana della Greater Austin. La città si trova sulla Interstate 35 sul corridoio tra Austin e San Antonio. La popolazione era di 44,894 persone al censimento del 2010, ma al 2019 si pensa che si siano raggiunti le 64,776 abitanti. A San Marcos è stato aperto il primo locale della catena Golden Chick.
Fondata sulle rive del fiume San Marcos, la zona è considerata tra i più antichi siti abitati ininterrottamente nelle Americhe. San Marcos ospita la Texas State University e il Meadows Center for Water and the Environment. Nel 2010, San Marcos è stata inserita nel quarto sondaggio annuale di Business Week sui "Posti migliori per crescere i tuoi figli". Nel 2013 e 2014, lo United States Census Bureau l'ha definita la città in più rapida crescita negli Stati Uniti. Nel dicembre 2013 è stata nominata nona nell'elenco di Business Insider delle "10 piccole città più interessanti in America".

## Geografia fisica
San Marcos si trova nel Texas centrale, 30 miglia (48 km) a sud-ovest di Austin e 51 miglia (82 km) a nord-est di San Antonio. Secondo lo United States Census Bureau, ha un'area totale di 78,6 km².
L'Interstate 35 è l'autostrada principale che la attraversa, con accesso dalle uscite 199 alla 208. 
Si trova sulla faglia dei Balcones, il confine tra l'Hill Country a ovest e le Pianure costiere a est. Lungo la faglia emergono molte sorgenti, come le San Marcos Springs, che formano lo Spring Lake e sono le sorgenti del fiume San Marcos. La parte orientale è costituita da prateria mentre la parte occidentale è costituita da dolci colline boscose o erbose, spesso contrassegnate da cactus.
Il fiume San Marcos e il fiume Blanco, attraversano la città insieme al Cottonwood Creek, al Purgatory Creek, al Sink Creek e allo Willow Springs Creek.

### Clima
Il clima in questa zona è caratterizzato da estati calde e umide e inverni generalmente da miti a freschi, con qualche gelata invernale di notte. La precipitazione annuale è di circa 864 mm. Secondo il Sistema di classificazione climatica Köppen, San Marcos ha un clima subtropicale umido.

## Storia
Gli archeologi hanno trovato resti, nel letto del fiume San Marcos, associati alla cultura Clovis, il che suggerisce che il fiume è stato il sito di insediamenti umani per più di 10.000 anni. 
Nel 1689, l'esploratore spagnolo Alonso de León guidò una spedizione dal Messico per esplorare il Texas e stabilire missioni e presidi nella regione. La spedizione di De Leon ha contribuito costruire il Camino Real, in seguito noto come Old San Antonio Road. La spedizione di De Leon raggiunse il fiume il 25 aprile, festa di San Marco Evangelista, motivo per cui il fiume fu chiamato San Marcos. 
Nel gennaio del 1808, un piccolo gruppo di famiglie messicane si stabilì all'incrocio del fiume con la Old Bastrop Highway e chiamò l'insediamento Villa de San Marcos de Neve. I coloni furono però continuamente colpiti da inondazioni e incursioni indiane e così l'insediamento fu abbandonato nel 1812. 
Nel novembre del 1846, i primi coloni anglosassoni si stabilirono nelle vicinanze delle San Marcos Springs. La legislatura del Texas organizzò la contea di Hays il 1 marzo 1848 e designò San Marcos come capoluogo della contea. Nel 1851 fu stabilito il centro-città a circa un miglio a sud-ovest delle sorgenti del fiume. La città divenne un importante centro per la sgranatura e la molitura dei prodotti agricoli locali. 
Il più importante fondatore e primo colono della città fu il generale Edward Burleson, un eroe della Rivoluzione texana ed ex vice presidente della Repubblica del Texas. Burleson costruì una diga sul corso superiore del fiume nel 1849, la diga alimentò diversi mulini, compreso uno all'interno dell'attuale Sewell Park.
Nel decennio successivo all'arrivo della International-Great Northern Railroad, il 30 settembre 1880, il bestiame e il cotone costituirono la base per la crescita di San Marcos come centro per il commercio e il trasporto.

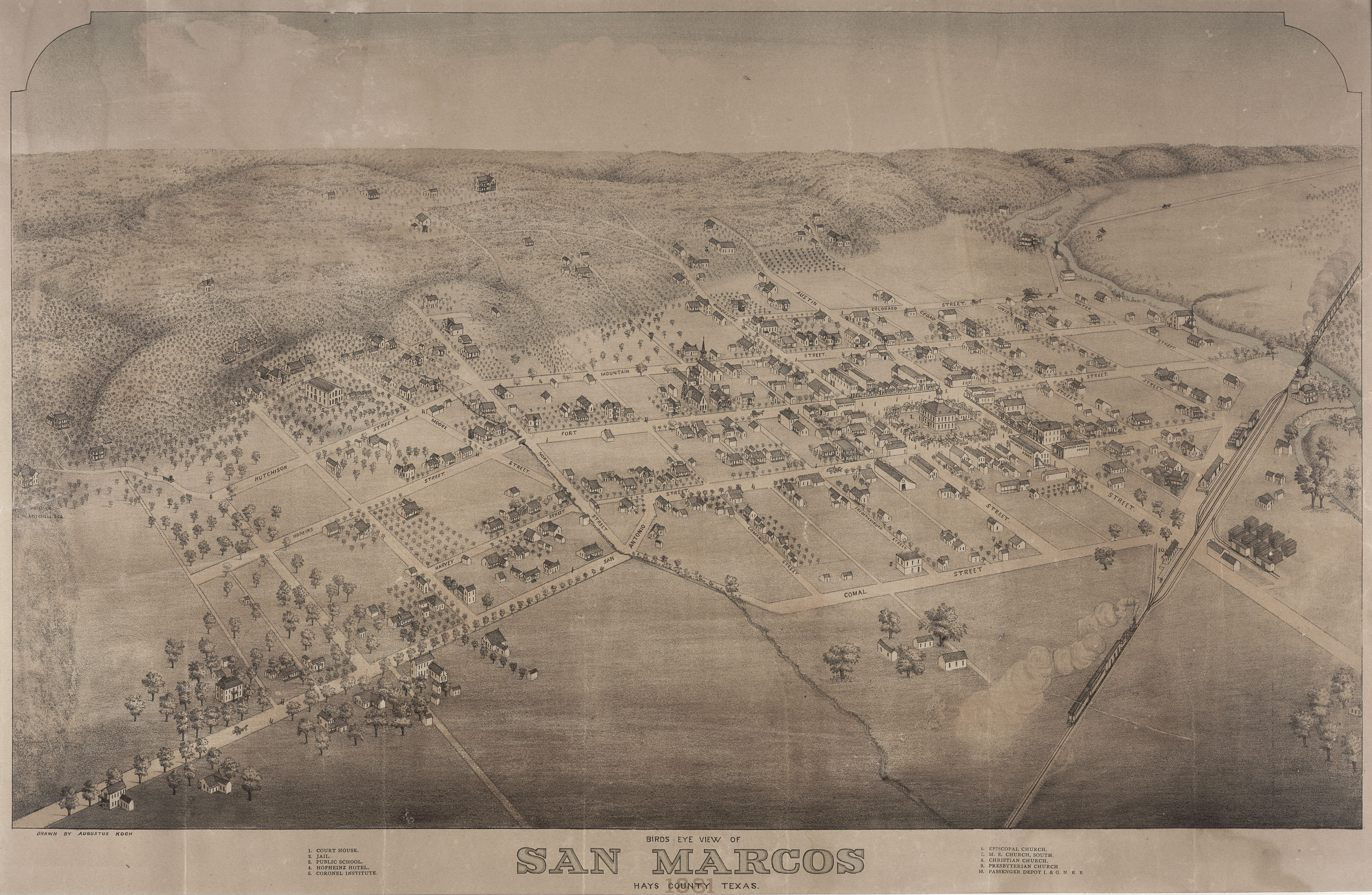
San Marcos nel 1881.

Nel 1866, il Coronal Institute fu fondato come una delle prime scuole superiori private. Nel 1899, la Southwest Texas State Normal School (ora nota come Texas State University) fu istituita come college per insegnanti per soddisfarne la domanda in Texas. Nel 1907 fu istituita la San Marcos Baptist Academy, promuovendo l'istruzione come importante industria per la città. 
Le richieste della Seconda guerra mondiale costrinsero l'industria della città a diversificarsi, e con l'emergere di un settore manifatturiero e industriale leggero, la città iniziò a crescere.
Alla fine degli anni 40, l'ex regista di Hollywood, Shadrack Graham, produsse un documentario sulla vita quotidiana a San Marcos come parte della sua serie di film "Our Home Town", che incoraggiava il commercio e l'attività civica nelle piccole comunità. Il film mette in evidenza diverse attività commerciali locali dell'epoca, tra cui Smith's Flowers, Waldrin's Cleaners, Lack's Furniture e il Palace Movie Theater. 
La Gary Air Force Base, appena ad est della città, fu aperta nel 1942 come San Marcos Army Air Field, ribattezzata San Marcos Air Force Base nel 1947 e ribattezzata infine nel 1953 in onore del tenente Arthur Edward Gary, ucciso a Clark Field, nelle Filippine, il 7 dicembre 1941, il primo concittadino a morire nella seconda guerra mondiale. Durante la guerra, la base addestrò oltre 10.000 navigatori e negli anni successivi fu il più grande centro di addestramento di elicotteri dell'U.S. Air Force, con 21 squadroni e 4800 unità di stanza nella base. La base fu consegnata all'esercito nel 1956 e fu chiusa nel 1963. Successivamente, parte della base fu rilevata dalla città per essere utilizzata come aeroporto di San Marcos, mentre un'altra parte fu riaperta nel 1966 come Gary Job Corps Center.
Negli anni 60, con l'istituzione di Aquarena Springs  e Wonder World come attrazioni, l'industria del turismo divenne una parte crescente dell'economia della città. Sempre negli anni '60, quella che allora era chiamata Southwest Texas State University era cresciuta fino a diventare un'importante istituzione regionale e insieme alla creazione del Gary Job Corps Training Center nel 1966, l'istruzione divenne la più grande industria di San Marcos. La notevole esplosione di crescita di Austin ha ulteriormente permesso a San Marcos di prosperare.
Nel 1973, San Marcos e la contea di Hays furono incluse dall'U.S. Census Bureau nell'Austin Metropolitan Statistical Area. In quell'anno, la popolazione della città era cresciuta fino a raggiungere i 25.000 cittadini, insieme a un ulteriore corpo studentesco della Southwest Texas State University di 20.000 unità.
Nel 1990, la popolazione della città era cresciuta a 28.743 abitanti, nel 2000 a 34.733 e nel 2010 a 44.894. La sua popolazione è aumentata del 6,9% tra il 2011 e il 2012. Inoltre l'università, ora conosciuta come Texas State University, vanta un corpo studentesco di 34.225 persone. 
Nel 1991 i manifestanti che sostenevano la legalizzazione della marijuana condussero un'azione di disobbedienza civile e furono arrestati, divenendo noti come i San Marcos Seven.

## Società

### Evoluzione demografica
Secondo il censimento del 2010, c'erano 44,894 persone.

### Etnie e minoranze straniere
Secondo il censimento del 2010, la composizione etnica della città era formata dal 78,45% di bianchi, il 5,49% di afroamericani, lo 0,85% di nativi americani, l'1,55% di asiatici, lo 0,12% di oceanici, il 10,39% di altre razze, e il 3,14% di due o più etnie. Ispanici o latinos di qualunque razza erano il 37,79% della popolazione.